# 그리피스 존
그리피스 존(Griffith John, 1831년 12월 14일 – 1912년 7월 25일)은 웨일즈 출신의 중국선교사이며 번역가였다. 회중 교회 회원인 그는 런던 선교사 협회 (LMS)의 주도적인 전도자였으며, 저자이자 성경을 중국어로 번역했다. 그가 쓴 상데진리를 1891년 언더우드가 한글로 번역했다.

## 작품
- 존, 그리피스 (1907). 중국 보관됨 2012-02-16 - 웨이백 머신 런던 의 목소리 보관됨 2012-02-16 - 웨이백 머신 : James Clarke & Co. -서양의 눈을 통해 중국, 홍콩 도서관, 디지털 이니셔티브의 대학

## 참고 문헌
- 이 문서는 현재 퍼블릭 도메인 출판물을 출처로 한 내용이 포함되어 있습니다: Chisholm, Hugh, 편집. (1922). 〈John, Griffith〉. 《Encyclopædia Britannica》 12판. London & New York.

## 추가 자료
- W. Robson, Griffith John, Hankow Mission 설립자 (1888)
- R. Wardlaw Thompson, Griffith John : 중국에서의 50년 이야기 (1906)
- 그리피스 존, 중국의 목소리 (1907)
- HM Hughes, Dr Griffith John DD Arwr China (1914)
- Joyce Reason, Griffith John of China : A biography (Eagle Books, London, 1950)
- Noel Gibbard, Griffith John : Apostle to Central China (Bridgend, 1998)
- Hudson Taylor & 중국의 Open Century Volume Six : Assault on the Nine ; Alfred James Broomhall ; (Hodder and Stoughton and Overseas Missionary Fellowship, 1988년)